# Hank Locklin
Hank Locklin, nato Lawrence Hankins Locklin (McLellan, 15 febbraio 1918 – Brewton, 8 marzo 2009), è stato un cantante statunitense.

## Discografia
- 1958 - Foreign Love
- 1960 - Please Help Me, I'm Falling
- 1962 - Happy Journey
- 1962 - A Tribute to Roy Acuff: The King of Country Music
- 1962 - Hank Locklin
- 1963 - This Song Is Just for You
- 1963 - The Ways of Life
- 1964 - Irish Songs, Country Style
- 1964 - Hank Locklin Sings Hank Williams
- 1965 - Hank Locklin Sings Eddy Arnold
- 1965 - My Kind of Country Music
- 1965 - Once Over Lightly
- 1966 - The Girls Get Prettier
- 1966 - The Gloryland Way
- 1967 - Send Me the Pillow You Dream On and Other Great Country Hits
- 1967 - Nashville Women
- 1968 - Country Hall of Fame
- 1968 - My Love Song for You
- 1968 - Softly
- 1969 - Lookin' Back
- 1970 - Hank Locklin & Danny Davis & the Nashville Brass (con Danny Davis)
- 1970 - Bless Her Heart...I Love Her
- 1972 - The Mayor of McLellan, Florida
- 1975 - Hank Locklin
- 1977 - There Never Was a Time
- 1978 - Country Hall of Fame
- 1979 - All Kinds of Everything
- 2001 - Generations in Song
- 2006 - By the Grace of God: The Gospel Album